# Генк Моблі
Генк Мо́блі (англ. Hank Mobley), повне ім'я Ге́нрі Мо́блі (англ. Henry Mobley; 7 липня 1930, Істмен, Джорджія — 30 травня 1986, Філадельфія, Пенсільванія) — американський джазовий саксофоніст (тенор).

## Біографія
Народився 7 липня 1930 року в Істмені, штат Джорджія, однак зростав у Нью-Арку, штат Нью-Джерсі. Деякі члени родини грали на фортепіано та церковному органі, Моблі самостійно навчився грати на фортепіано у дитинстві. У 16 років перейшов на саксофон, намагався наслідувати стиль Лестера Янга, Чарлі Паркера, Декстера Гордона, Дона Байєса і Сонні Стітта. 
У 1951 році почав грати професійно у ритм-енд-блюзовому гурті Пола Гейтена, потім деякий час виступав з Максом Роучем (1951—53), Діззі Гіллеспі (1954); потім приєднався до групи музикантів Кенні Доргема, Дуга Воткінса, Арта Блейкі і Гораса Сільвера, які разом стали колективом The Jazz Messengers (1954—56). Грав з Горасом Сільвером (1956—57), Роучем (1957—58), концертував з Телоніусом Монком (1958). 1959 року акомпанував Блейкі. 
Часто виступав у клубі Birdland у Нью-Йорку, грав з Діззі Рісом (1960), Майлзом Девісом (1961—62). У 1960-х роках записав низку чудових платівок на лейблі Blue Note з власними гуртами. У 1968—70 роках жив у Європі; після чого повернувся до США, де очолив квінтет спільно з Седаром Волтоном. У 1970-х роках через хворобу легень був змушений залишити музику. 
Моблі — один з найзначніших представників стилю хардбоп 1950-х. Як лідер записав близько 50 альбомів з 1955 по 1972 роки, в яких йому часто акомпанували відомі джазові музиканти.
Помер 30 травня 1986 року у Філадельфії, Пенсільванія у віці 55 років від пневмонії.

## Дискографія
- Hank Mobley Quartet (Blue Note, 1955)
- The Jazz Message of Hank Mobley (Savoy, 1956)
- Mobley's Message (Savoy, 1957)
- Mobley's 2nd Message (Prestige, 1957)
- Hank Mobley Quintet (Blue Note, 1957)
- Hank (Blue Note, 1957)
- Hank Mobley (Blue Note, 1958)